# Conclave de 1903
O conclave de 1903 foi o primeiro conclave do século XX. Em 20 de julho de 1903 morreu o Papa Leão XIII aos 93 anos de idade. Os cardeais foram até Roma e reuniram-se para eleger o novo Papa, tendo vencido Giusepe Sarto, que se tornaria o Papa Pio X. Este foi o último conclave em que foi utilizado o veto.

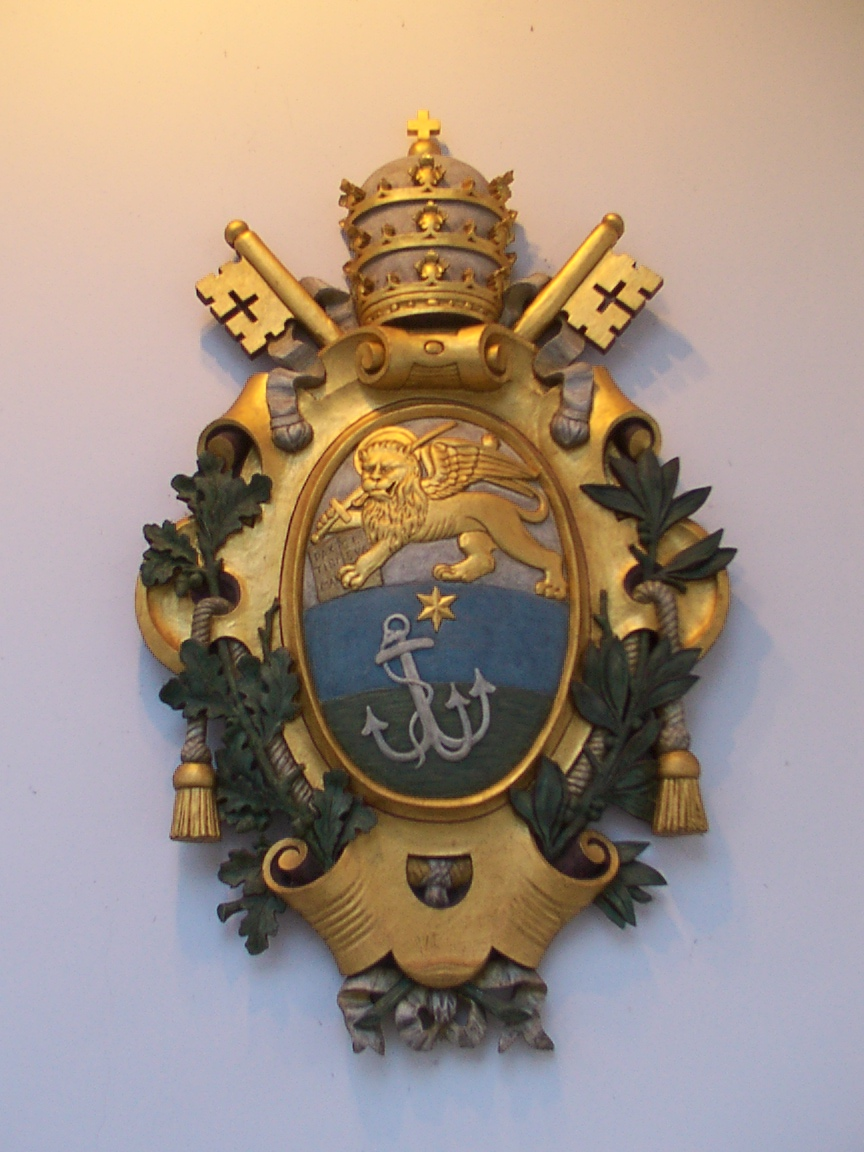
Brasão Papal de São Pio X no Estado do Vaticano, em 2007.

## Segundo plano

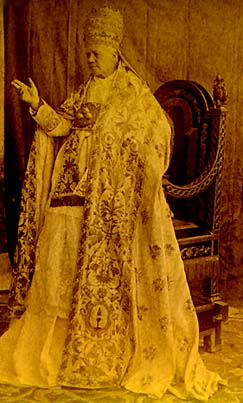
Papa Pio X (1903–1914) usando a tiara papal de 1834 do Papa Gregório XVI

O pontificado de Leão XIII terminou em 20 de julho de 1903, após 25 anos, mais do que qualquer papa eleito anteriormente, exceto seu antecessor, Pio IX; juntos, eles reinaram 57 anos. Enquanto Pio fora um reacionário conservador, Leão era visto como mais brando, certamente em comparação com seu antecessor. Como os cardeais se reuniram, a questão principal era se seria escolhido um papa que continuaria as políticas de Leão ou retornaria ao estilo de papado de Pio IX.
Dos 64 cardeais, 62 participaram. Luigi Oreglia di Santo Stefano foi o único eleitor com experiência anterior em eleger um papa. A saúde impediu que Michelangelo Celesia de Palermo viajasse e Patrick Francis Moran de Sydney não era esperado antes de 20 de agosto.

## Votação
Quando os cardeais se reuniram na Capela Sistina, a atenção se concentrou no Cardeal Secretário de Estado Mariano Rampolla, embora os cardeais dos impérios alemão e austro-húngaro preferissem um candidato mais alinhado com seus interesses, o que significava ser relativamente hostil à França e ao republicanismo e menos favorável da defesa da justiça social de Leão XIII. Eles estavam convencidos de que sua primeira escolha, Serafino Vannutelli, diplomata do Vaticano em Viena, não era elegível e, em vez disso, optaram por Girolamo Maria Gotti.
Após um primeiro dia sem votação, os cardeais votavam uma vez por manhã e uma vez por tarde. As primeiras votações foram realizadas no segundo dia do conclave, e a votação da tarde teve 29 votos para Rampolla, 16 para Gotti e 10 para Giuseppe Melchiorre Sarto, e outros foram dispersos. Alguns alemães pensaram que o apelo de Gotti era limitado e decidiram apoiar Sarto como sua melhor alternativa a Rampolla, que, de outra forma, parecia ganhar o voto de dois terços exigido, que era 42. Como os cardeais estavam completando seu terceiro set de votação na manhã de 2 de agosto, o cardeal Jan Maurycy Pawel Puzyna de Kosielsko, o príncipe-bispo de Cracóvia e representando a Áustria-Hungria, e seguindo instruções de Francisco José I, imperador da Áustria, exerceu o direito de imperador de Jus exclusivae, ou seja, de vetar um candidato. A princípio, houve objeções e alguns cardeais queriam ignorar a comunicação do imperador. Então Rampolla chamou isso de "uma afronta à dignidade do Colégio Sagrado", mas retirou-se da consideração dizendo que "em relação à minha pessoa humilde, declaro que nada poderia ser mais honroso, nada mais agradável poderia ter acontecido". No entanto, a terceira votação não mostrou nenhuma mudança no apoio a Rampolla, ainda com 29 votos, enquanto os dois candidatos seguintes trocaram de posição, sendo 21 para Sarto e 9 para Gotti. Vários cardeais mais tarde escreveram sobre seu desgosto pela intervenção do Imperador, um deles escrevendo que deixou uma "grande e dolorosa impressão em todos". A tarde testou a simpatia restante por Rampolla, que obteve uma única votação, enquanto Sarto teve 24 e Gotti caiu para 3. O impacto preciso da intervenção do Imperador é difícil de avaliar, pois Rampolla continuou a ter forte apoio em várias cédulas de votação. No entanto, uma avaliação contemporânea sustentou que "após uma reflexão calma, aqueles que votaram em Rampolla até esse momento tiveram que considerar que uma eleição contra o desejo expresso do Imperador da Áustria colocaria imediatamente o novo Papa em uma posição desagradável". A quinta votação na manhã do terceiro dia mostrou Sarto liderando com 27, Rampolla diminuindo para 24 e Gotti com 6, com alguns ainda dispersos. Sarto então anunciou que os cardeais deveriam votar em outra pessoa, que ele não tinha o que era exigido a um papa. O movimento em direção a Sarto continuou à tarde: Sarto 35, Rampolla 16, Gotti 7. Na manhã de 4 de agosto, na sétima votação, o conclave elegeu Sarto com 50 votos, deixando 10 para Rampolla e 2 para Gotti.
Sarto tomou o nome de Pio X. Seguindo a prática de seus dois antecessores imediatos desde a invasão de Roma em 1870, Pio X deu sua primeira bênção Urbi et Orbi em um balcão voltado para a Basílica de São Pedro, em vez de enfrentar as multidões do lado de fora, uma representação simbólica de sua oposição ao domínio italiano, de Roma e sua exigência de retorno dos Estados papais à sua autoridade.

## Fim do veto
Em 20 de janeiro de 1904, menos de seis meses após sua eleição, Pio X emitiu a Constituição apostólica Commissum Nobis, que proibia o exercício da Jus exclusivae onde papas anteriores haviam emitido regras que restringiam a influência externa sobre os cardeais eleitores, Pio X usava uma linguagem mais completa e detalhada, proibindo não apenas a afirmação do direito de veto, mas também a expressão de "um simples desejo" nesse sentido. Ele definiu a excomunhão automática como penalidade por violar suas restrições. Ele também exigiu que os participantes do conclave prestassem juramento a cumprir essas regras e não permitissem nenhuma influência de "poderes leigos de qualquer grau ou ordem".
| Duração            | 4 dias                              |
| Número de Votações | 7                                   |
| Eleitores          | 64                                  |
| ------------------ | ----------------------------------- |
| Ausentes           | 2                                   |
| Presentes          | 62                                  |
| África             | 0                                   |
| América Latina     | 0                                   |
| América do Norte   | 1                                   |
| Ásia               | 0                                   |
| Europa             | 61                                  |
| Italianos          | 36                                  |
| Veto usado         | Imperador Francisco José da Austria |
| Papa falecido      | Leão XIII (1878-1903)               |
| Papa eleito        | Pio X (1903-1914)                   |

## Cardeais Eleitores[1][10]

### Composição por consistório
| Consistórios              | 1903 |
| ------------------------- | ---- |
| Dezembro 1873             | 1    |
| Consistórios de Pio IX    | 1    |
| Março 1884                | 1    |
| Novembro 1884             | 1    |
| Julho 1885                | 2    |
| Junho 1886                | 2    |
| Março 1887                | 2    |
| Fevereiro 1889            | 1    |
| Maio 1889                 | 2    |
| Dezembro 1889             | 1    |
| Junho 1891                | 1    |
| Janeiro 1893              | 7    |
| Junho 1893                | 2    |
| Maio 1894                 | 4    |
| Novembro 1895             | 4    |
| Junho 1896                | 3    |
| Novembro 1896             | 2    |
| Abril 1897                | 3    |
| Junho 1899                | 10   |
| Abril 1901                | 8    |
| Junho 1903                | 7    |
| Consistórios de Leão XIII | 63   |
| Total                     | 64   |

| Criado por             | Cardeais | Por Cento |
| ---------------------- | -------- | --------- |
| Papa Pio IX (PIX)      | 01       | 1,56 %    |
| Papa Leão XIII (LXIII) | 063      | 98,44 %   |
| Total                  | 64       | 100 %     |

## Cardeais Bispos
| Nº | Nome                           | País   | Função | Data Nascimento        | Consistório   | Papa  |
| -- | ------------------------------ | ------ | --- | ---------------------- | ------------- | ----- |
| 1  | Luigi Oreglia di Santo Stefano | Itália | Decano do Colégio dos Cardeais Camerlengo da Câmara Apostólica Prefeito da Sagrada Congregação Cerimonial | 9 de julho de 1828     | Dezembro 1873 | PIX   |
| 2  | Serafino Vannutelli            | Itália | Penitenciário-mor Apostólico                                                                              | 26 de novembro de 1834 | Março 1887    | LXIII |
| 3  | Vincenzo Vannutelli            | Itália | Prefeito da Sagrada Congregação do Concílio                                                               | 5 de dezembro de 1836  | Dezembro 1889 | LXIII |
| 4  | Mario Mocenni                  | Itália | Substituto da Secretaria de Estado da Santa Sé                                                            | 22 de janeiro de 1823  | Janeiro 1893  | LXIII |
| 5  | Francesco Segna                | Itália | Arcipreste da Arquibasílica de São João de Latrão                                                         | 21 de julho de 1839    | Novembro 1895 | LXIII |
| 6  | Antonio Agliardi               | Itália | Bispo de Albano                                                                                           | 4 de setembro de 1832  | Junho 1896    | LXIII |

## Cardeais Presbíteros
| Nº | Nome                                             | País           | Função                                                                                           | Data Nascimento         | Consistório   | Papa  |
| -- | ------------------------------------------------ | -------------- | ------------------------------------------------------------------------------------------------ | ----------------------- | ------------- | ----- |
| 7  | José Sebastião de Almeida Neto, O.F.M.           | Portugal       | Patriarca de Lisboa Protopresbítero                                                              | 8 de fevereiro de 1841  | Março 1884    | LXIII |
| 8  | Alfonso Capecelatro di Castelpagano, C.O.        | França         | Arcebispo de Cápua                                                                               | 5 de fevereiro de 1824  | Julho 1885    | LXIII |
| 9  | Benoit-Marie Langénieux                          | França         | Arcebispo de Reims                                                                               | 16 de outubro de 1824   | Junho 1886    | LXIII |
| 10 | James Gibbons                                    | Estados Unidos | Arcebispo de Baltimore                                                                           | 23 de julho de 1834     | Junho 1886    | LXIII |
| 11 | Mariano Rampolla                                 | Itália         | secretário de Estado da Santa Sé                                                                 | 17 de agosto de 1843    | Março 1887    | LXIII |
| 12 | François-Marie-Benjamin Richard de la Vergne     | França         | Arcebispo de Paris                                                                               | 1 de março de 1819      | Maio 1889     | LXIII |
| 13 | Pierre-Lambert Goossens                          | Bélgica        | Arcebispo de Malinas-Bruxelas                                                                    | 18 de julho de 1827     | Maio 1889     | LXIII |
| 14 | Anton Josef Gruscha                              | Áustria        | Arcebispo de Viena                                                                               | 3 de novembro de 1820   | Junho 1891    | LXIII |
| 15 | Angelo Di Pietro                                 | Itália         | Dataria Apostólica                                                                               | 22 de maio de 1828      | Janeiro 1893  | LXIII |
| 16 | Michael Logue                                    | Irlanda        | Arcebispo de Armagh                                                                              | 1 de outubro de 1840    | Janeiro 1893  | LXIII |
| 17 | Kolos Ferenc Vaszary, O.S.B.                     | Hungria        | Arcebispo de Esztergom Primaz da Hungria                                                         | 12 de fevereiro de 1832 | Janeiro 1893  | LXIII |
| 18 | Georg von Kopp                                   | Alemanha       | Arcebispo de Wrocław                                                                             | 25 de julho de 1837     | Janeiro 1893  | LXIII |
| 19 | Adolphe Perraud, C.O.                            | França         | Bispo de Autun                                                                                   | 7 de fevereiro de 1828  | Janeiro 1893  | LXIII |
| 20 | Victor-Lucien-Sulpice Lécot                      | França         | Arcebispo de Bordeaux                                                                            | 8 de janeiro de 1831    | Junho 1893    | LXIII |
| 21 | Giuseppe Melchiorre Sarto                        | Itália         | Patriarca de Veneza                                                                              | 2 de junho de 1835      | Junho 1893    | LXIII |
| 22 | Ciriaco Sancha y Hervás                          | Espanha        | Arcebispo de Toledo Patriarca das Índias Ocidentais                                              | 18 de junho de 1833     | Maio 1894     | LXIII |
| 23 | Domenico Svampa                                  | Itália         | Arcebispo de Bolonha                                                                             | 13 de junho de 1851     | Maio 1894     | LXIII |
| 24 | André Carlos Ferrari                             | Itália         | Arcebispo de Milão                                                                               | 13 de agosto de 1850    | Maio 1894     | LXIII |
| 25 | Girolamo Maria Gotti, O.C.D.                     | Itália         | Prefeito da Congregação para a Propagação da Fé                                                  | 29 de março de 1834     | Novembro 1895 | LXIII |
| 26 | Salvador Casañas y Pagés                         | Espanha        | Bispo de Barcelona                                                                               | 5 de setembro de 1834   | Novembro 1895 | LXIII |
| 27 | Achille Manara                                   | Itália         | Arcebispo de Ancona-Osimo                                                                        | 20 de novembro de 1827  | Novembro 1895 | LXIII |
| 28 | Domenico Ferrata                                 | Itália         | Secretário da Sagrada Congregação do Santo Ofício                                                | 4 de março de 1847      | Junho 1896    | LXIII |
| 29 | Serafino Cretoni                                 | Itália         | Prefeito da Sagrada Congregação das Indulgências e Relics Prefeito Sagrada Congregação dos Ritos | 4 de setembro de 1833   | Junho 1896    | LXIII |
| 30 | Giuseppe Antonio Ermenegildo Prisco              | Itália         | Arcebispo de Nápoles                                                                             | 8 de setembro de 1833   | Novembro 1896 | LXIII |
| 31 | José María Martín de Herrera y de la Iglesia     | Espanha        | Arcebispo de Santiago de Compostela                                                              | 23 de julho de 1846     | Abril 1897    | LXIII |
| 32 | Pierre-Hector Coullié                            | França         | Arcebispo de Lyon                                                                                | 14 de março de 1829     | Abril 1897    | LXIII |
| 33 | Guillaume-Marie-Joseph Labouré                   | França         | Arcebispo de Rennes                                                                              | 27 de outubro de 1841   | Abril 1897    | LXIII |
| 34 | Giovanni Battista Casali del Drago               | Itália         | Patriarcado Latino de Constantinopla                                                             | 30 de janeiro de 1838   | Junho 1899    | LXIII |
| 35 | Francesco di Paola Cassetta                      | Itália         | Patriarca Latino de Antioquia                                                                    | 12 de agosto de 1841    | Junho 1899    | LXIII |
| 36 | Giuseppe Francica-Nava de Bontifè                | Itália         | Arcebispo na Catania                                                                             | 23 de julho de 1846     | Junho 1899    | LXIII |
| 37 | Gennaro Portanova                                | Itália         | Arcebispo de Reggio Calabria-Bova                                                                | 11 de outubro de 1845   | Junho 1899    | LXIII |
| 38 | François-Désiré Mathieu                          | França         | Arcebispo-emérito da Toulouse                                                                    | 27 de maio de 1839      | Junho 1899    | LXIII |
| 39 | Pietro Respighi                                  | Itália         | Arcebispo-emérito de Ferrara                                                                     | 22 de setembro de 1843  | Junho 1899    | LXIII |
| 40 | Agostino Richelmy                                | Itália         | Arcebispo de Turim                                                                               | 29 de novembro de 1850  | Junho 1899    | LXIII |
| 41 | Alessandro Sanminiatelli Zabarella               | Itália         | Patriarca-emérito Latino de Constantinopla                                                       | 3 de agosto de 1840     | Junho 1899    | LXIII |
| 42 | Sebastiano Martinelli, O.S.A.                    | Itália         | Prior-emérito da Ordem de Santo Agostinho                                                        | 3 de agosto de 1852     | Abril 1901    | LXIII |
| 43 | Casimiro Gennari                                 | Itália         | Assesor da Congregação para a Doutrina da Fé                                                     | 29 de dezembro de 1839  | Abril 1901    | LXIII |
| 44 | Lev Skrbenský z Hříště                           | Áustria        | Arcebispo de Praga                                                                               | 12 de junho de 1863     | Abril 1901    | LXIII |
| 45 | Giulio Boschi                                    | Itália         | Arcebispo de Ferrara                                                                             | 2 de março de 1838      | Abril 1901    | LXIII |
| 46 | Jan Maurycy Pawel Puzyna de Kosielsko            | Polónia        | Arcebispo de Cracóvia                                                                            | 13 de setembro de 1842  | Abril 1901    | LXIII |
| 47 | Bartolomeo Bacilieri                             | Itália         | Bispo de Verona                                                                                  | 28 de março de 1842     | Abril 1901    | LXIII |
| 48 | Carlo Nocella                                    | Itália         | Patriarca de Constantinopla                                                                      | 25 de novembro de 1826  | Junho 1903    | LXIII |
| 49 | Beniamino Cavicchioni                            | Itália         | Secretário da Congregação do Conselho                                                            | 27 de dezembro de 1836  | Junho 1903    | LXIII |
| 50 | Andrea Aiuti                                     | Itália         | Núncio na Portugal                                                                               | 17 de junho de 1849     | Junho 1903    | LXIII |
| 51 | Emidio Taliani                                   | Itália         | Núncio na Áustria                                                                                | 19 de abril de 1838     | Junho 1903    | LXIII |
| 52 | Sebastián Herrero Espinosa de los Monteros, C.O. | Espanha        | Arcebispo de Valência                                                                            | 20 de junho de 1822     | Junho 1903    | LXIII |
| 53 | Johannes Katschthaler                            | Áustria        | Arcebispo de Salzburgo                                                                           | 29 de maio de 1832      | Junho 1903    | LXIII |
| 54 | Anton Hubert Fischer                             | Alemanha       | Arcebispo de Colônia                                                                             | 30 de maio de 1840      | Junho 1903    | LXIII |

## Cardeais Diáconos
| Nº | Nome                                    | País     | Função                                                               | Data Nascimento         | Consistório    | Papa  |
| -- | --------------------------------------- | -------- | -------------------------------------------------------------------- | ----------------------- | -------------- | ----- |
| 55 | Luigi Macchi                            | Itália   | Secretaria de Briefs aos Príncipes e das Letras Latinas Protodiácono | 3 de março de 1832      | Fevereiro 1889 | LXIII |
| 56 | Andreas Steinhuber, S.J.                | Alemanha | Prefeito da Congregação do Índice                                    | 11 de novembro de 1825  | Janeiro 1893   | LXIII |
| 57 | Francesco Segna                         | Itália   | Arquivista da Santa Romana Igreja                                    | 31 de agosto de 1836    | Maio 1894      | LXIII |
| 58 | Raffaele Pierotti, O.P.                 | Itália   | Teólogo da Casa Pontifícia                                           | 1 de janeiro de 1836    | Novembro 1896  | LXIII |
| 59 | Francesco Salesio Della Volpe           | Itália   | Pontifícia Comissão Bíblica                                          | 24 de dezembro de 1844  | Junho 1899     | LXIII |
| 60 | José Calassanç Vives y Tuto, O.F.M.Cap. | Espanha  | Presbitero da Ordem dos Frades Menores Capuchinhos                   | 15 de fevereiro de 1854 | Junho 1899     | LXIII |
| 61 | Luigi Tripepi                           | Itália   | Substituto da Secretaria de Estado                                   | 21 de junho de 1836     | Abril 1901     | LXIII |
| 62 | Felice Cavagnis                         | Itália   | Secretário de Secretaria de Estado da Santa Sé                       | 13 de janeiro de 1841   | Abril 1901     | LXIII |

## Ausentes
| Nº | Nome                         | País      | Função               | Data Nascimento        | Consistório   | Papa  |
| -- | ---------------------------- | --------- | -------------------- | ---------------------- | ------------- | ----- |
| 1  | Michelangelo Celesia, O.S.B. | Itália    | Arcebispo de Palermo | 13 de janeiro de 1814  | Novembro 1884 | LXIII |
| 2  | Patrick Francis Moran        | Austrália | Arcebispo de Sydney  | 16 de dezembro de 1830 | Julho 1885    | LXIII |

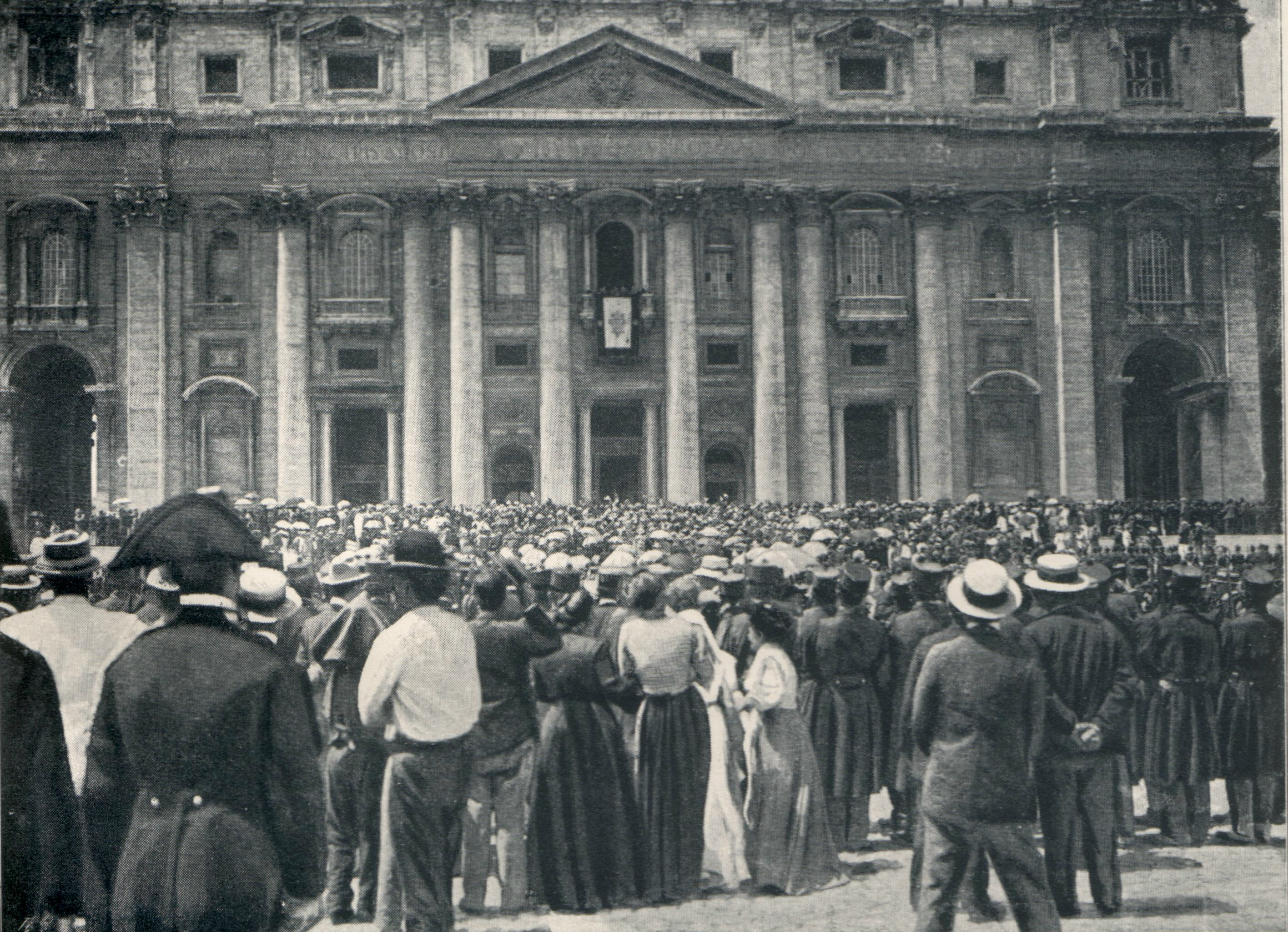
A multidão se reúne em frente à Praça de São Pedro para o Habemus Papam

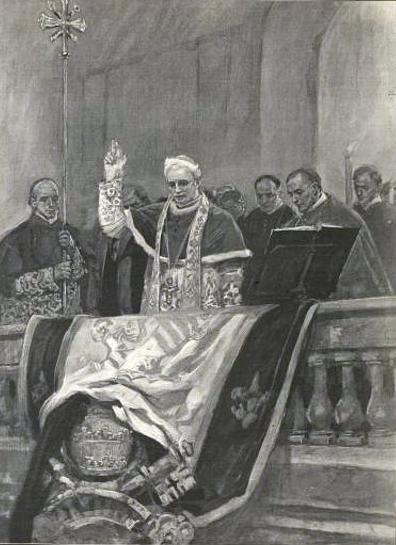
A primeira aparição do novo papa

De acordo com a reconstrução do vaticanista Giancarlo Zizola, seriam os seguintes os resultados da votação. Apenas os principais candidatos estão listados, omitindo a dispersão dos votos restantes.
| Votação                      | Votação | Votação | Votação | Votação | Votação | Votação | Votação |
| Votação:                     | 1       | 2       | 3       | 4       | 5       | 6       | Final   |
| Giuseppe Sarto               | 5       | 10      | 21      | 24      | 27      | 35      | 50      |
| Mariano Rampolla del Tindaro | 24      | 29      | 29      | 30      | 24      | 16      | 10      |
| Girolamo Maria Gotti         | 17      | 16      | 9       | 3       | 6       | 7       | 2       |
| Serafino Vannutelli          | 4       | -       | -       | -       | -       | -       | -       |
| ---------------------------- | ------- | ------- | ------- | ------- | ------- | ------- | ------- |

O cardeal Sarto anunciou que queria levar o nome de Pio, em memória dos vários papas com esse nome.